# Kraljevski astronom
Kraljevski astronom (prijevod na hrvatski jezik s engleskog Astronomer Royal) je više mjesto u dvoru monarha Ujedinjenog Kraljevstva. Dva su službenika; onaj višeg statusa je kraljevski astronom, a to je mjesto osnovano 22. lipnja 1675., dok je ono nižeg statusa, Kraljevski astronom Škotske utemeljeno 1834. godine.
Engleski kralj Karlo II., koji je utemeljio Kraljevsku zvjezdarnicu u Greenwichu 1675. godine, naložio je svom prvom kraljevskom astronomu Johnu Flamsteedu neka se angažira s najvećom pozornošću i umijećem bilježiti kretanja nebesa, mjesta fiksnih zvijezda te nalaženja tako željenih dužina mjesta radi usavršenja umijeća navigacije.
Od tada do 1972. je kraljevski astronom bio ravnateljem greenwichke zvjezdarnice. Kao takav, prima stipendiju od 100 britanskih funta godišnje i članom je kraljevskog dvora, pod nadzorom lorda chamberlaina. Nakon što se razdvojilo dva ureda, mjesto kraljevskog astronoma je počasno, iako je ostao pristupačnim vladaru po pitanju astronomskih i srodnih znanstvenih tema, a samo to mjesto je vrlo prestižno.
Nekada je postojalo mjesto Kraljevskog astronoma Irske.

## Kraljevski astronomi
- 1675.–1719. John Flamsteed
- 1720.–1742. Edmond Halley
- 1742.–1762. James Bradley
- 1762.–1764. Nathaniel Bliss
- 1765.–1811. Nevil Maskelyne
- 1811.–1835. John Pond
- 1835.–1881. sir George Biddell Airy
- 1881.–1910. sir William Christie
- 1910.–1933. sir Frank Dyson
- 1933.–1955. sir Harold Spencer Jones
- 1956.–1971. Richard van der Riet Woolley
- 1972.–1982. sir Martin Ryle
- 1982.–1990. sir Francis Graham-Smith
- 1991.–1995. sir Arnold Wolfendale
- 1995.–danas Martin Rees, barun Rees Ludlowski